# Corvina (gymnasistförening)
Corvina är en förening för gymnasieelever i Einsiedeln i Schweiz.

## Historia
Gymnasialföreningen (GV - Gymnasialverbindung) Corvina är en förening i Einsiedeln, som grundades 1848 som en av första "studentföreningarna" i Schweiziska Studentföreningen (StV - Schweizerischer Studentenverein), som är ett samfund av omkring 50 föreningar.

## Medlemskap
Man kan vara medlem, om man går på gymnasiet i Einsiedeln och är i "lyceum" (dvs. 4:e till 6:e klassen). Först kunde bara katolska män tas in, men i dag kan alla, det vill säga både män och kvinnor och av alla kristliga konfessionerna, gå med.

## Mössor och bandet
Medlemsmössarna är röda (som alla föreningar i StVen har), bandet är för nymedlemmar (Fuxen) rött och vitt, för äldre (Burschen) rött-vitt-grönt.